# クライムシティ
『クライムシティ』 (Crime City) は、タイトーから1989年9月に発売された業務用ビデオゲーム。2人の刑事が犯罪者集団と戦う横スクロールアクションゲームである。

## 概要
市警特別捜査班に所属するトニー・ギブソンとレイモンド・ブロディーの2人の刑事が、あらゆる犯罪が蔓延する街「クライム・シティ」に乗り込み、犯罪者集団に戦いを挑むストーリーの作品。主人公の名前はタイトーが1988年に発売した『チェイスH.Q.』の主人公と同じ名前となっており、関連作であるとも言われている。
ゲーム内容そのものはナムコの『ローリングサンダー』やセガの『忍 -SHINOBI-』からの影響が強い。

## ゲームのルール
8方向レバー、2ボタンで操作。全6ステージ構成。ライフ＆ストック制ではあるが、銃弾などの飛び道具を喰らうとライフに関係なくミスになる。

## 移植版
| No. | タイトル                                        | 発売日         | 対応機種                      | 開発元                  | 発売元     | メディア                                | 備考                                                           | 出典              |
| --- | ----------------------------------------------- | -------------- | ----------------------------- | ----------------------- | ---------- | --------------------------------------- | -------------------------------------------------------------- | ----------------- |
| 1   | イーグレットツー ミニ アーケードメモリーズVol.2 | 2023年12月21日 | イーグレットツー ミニ         | 瑞起 ※本体の開発元      | タイトー   | SDカード                                | オムニバスソフト『アーケードメモリーズVol.2』の収録作品の1つ。 | [ 3 ]             |
| 2   | クライムシティ                                  | 2024年9月19日  | PlayStation 4 Nintendo Switch | ハムスター （移植担当） | ハムスター | ダウンロード （アーケードアーカイブス） | 日本版、海外版を収録                                           | [ 4 ] [ 5 ] [ 6 ] |

アーケードアーカイブス版
日本版と海外版を収録。「こだわり設定」では1P側コントローラーで2P側キャラクターを使用する「使用キャラクターの切り替え」、ステージ5の敵キャラクターを倒した時に落とすアイテムを制限する「アイテムドロップの制限」といった設定が可能。